# فردوس چکلوف
فردوس عبدالجلیلویچ چکلوف (متولد ۲۴ فوریهٔ ۱۹۹۶) بازیکن فوتبال تاجیکستانی است که به عنوان مدافع برای تیم توران یایپان در لیگ برتر فوتبال ازبکستان بازی می‌کند.